# General Electric X39
Das General Electric X39 ist ein Strahltriebwerk, das auf dem General Electric J47 basiert, aber für den Antrieb mittels des Wärmeeintrages durch einen Kernreaktor modifiziert wurde.
Dabei wurde die Reaktorwärme ohne einen Wärmeträger direkt im Reaktorkern an die eingeleitete Luft abgegeben, die eine nachfolgende Turbinenstufe antrieb und anschließend über eine Düse nach außen geleitet wurde. Der Verdichter wurde wie im normalen Turbojet von der Turbine angetrieben, es wurde aber keine Brennkammer verwendet und damit auch kein Kerosin, außer zum Anlassen des Triebwerks, eingesetzt und verbraucht. Das indirekte (geschlossene) Konkurrenzsystem von Pratt & Whitney funktionierte sehr ähnlich, die Luft wurde jedoch nicht direkt im Reaktorkern erhitzt, sondern in einem Wärmetauscher, in dem ein Arbeitsmedium (entweder flüssiges Natrium oder Druckwasser) zirkulierte.

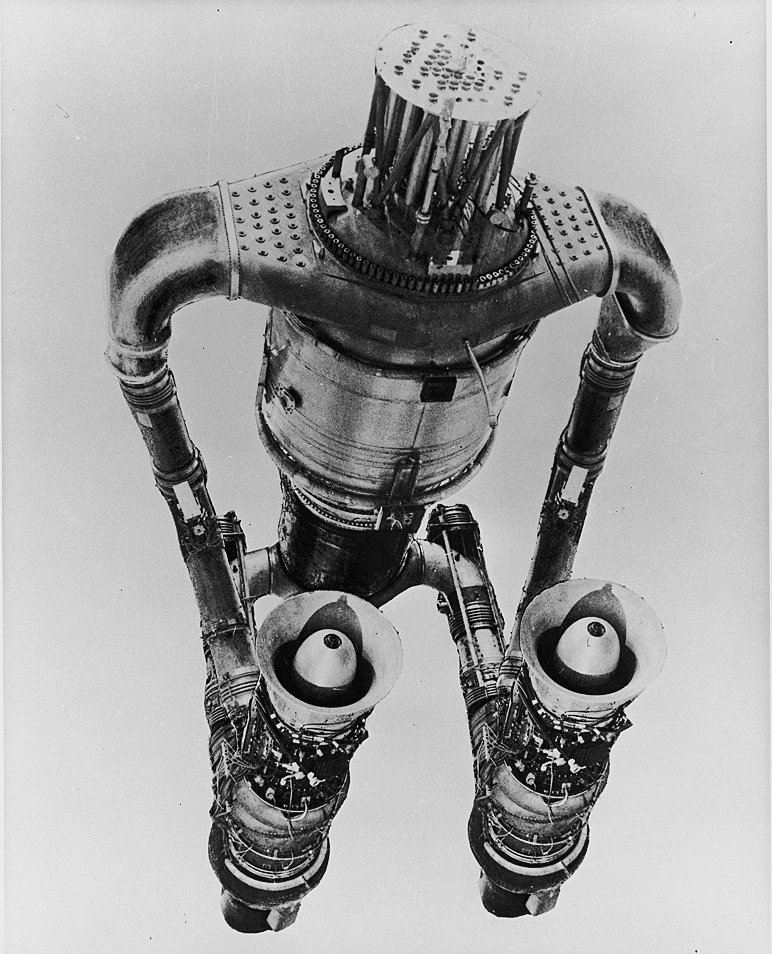
HTRE-3 mit Reaktor und zwei J47/X39

1955 kam es im Rahmen des Heat Transfer Reactor Experiment mit dem Reaktor HTRE-3 zum Probelauf eines kompletten Systems, bestehend aus dem Reaktor, dem Strahlenschutzschild, einem General Electric X39-Triebwerk und den kompletten Untersystemen. Die Versuche wurden im Januar 1956 erfolgreich abgeschlossen. Allerdings erwies sich der Schutzschild als so schwer, dass es unmöglich war, das komplette System in einem Flugzeug zu betreiben. Mit dem HTRE-3-Reaktor konnten zwei X39 versorgt werden. Tests wurden hier mit hoher Leistung durchgeführt.
Als theoretische Reichweite eines Bombenflugzeuges wurden 48.000 km mit einer Fluggeschwindigkeit von 740 km/h genannt.
Wegen ungelöster technischer Probleme und der erfolgreichen Entwicklung von ballistischen Raketen wurde das Programm nicht weiter verfolgt.